# 11092 Iwakisan
11092 Iwakisan este un asteroid din centura principală de asteroizi.

## Descriere
11092 Iwakisan este un asteroid din centura principală de asteroizi. A fost descoperit pe 4 martie 1994 la Ōizumi de Takao Kobayashi. El prezintă o orbită caracterizată de o semiaxă mare de 2,73 ua, o excentricitate de 0,05 și o înclinație de 1,4° în raport cu ecliptica.